# 1972 في الأرجنتين
فيما يلي قوائم الأحداث التي وقعت خلال عام 1972 في الأرجنتين.

## أحداث
- 13 أكتوبر – الرحلة 571 لسلاح الجو الأوروغوياني

## رياضة
- 23 يناير – جائزة الأرجنتين الكبرى 1972 الفائز جاكي ستيورات.

## مواليد

### يناير
- 1 يناير – اليخاندرو مونتيكتشيا لاعب كرة سلة أرجنتيني.
- 2 يناير – لويس بيريز كومبانك سائق رالي أرجنتيني.

### فبراير
- 17 فبراير – فاليريا ماتزا

### مارس
- 2 مارس – ماوريسيو بوتشيتينو
- 5 مارس – هيرنان غومي لاعب كرة مضرب أرجنتيني.
- 20 مارس – سيجوندو سيرناداس ممثل أرجنتيني.
- 25 مارس – روبرتو أكونيا لاعب كرة قدم أرجنتيني.

### مايو
- 6 مايو – بابلو عبد الله لاعب كرة قدم أرجنتيني.

### أغسطس
- 19 أغسطس – روبرتو أبوندازيري لاعب كرة قدم أرجنتيني.

### سبتمبر
- 4 سبتمبر – دييغو ديل ريو لاعب كرة مضرب أرجنتيني.

### ديسمبر
- 6 ديسمبر – فرانسيسكو كابيلو لاعب كرة مضرب أرجنتيني.